# غلندرق سفلي
غلندرق سفلي هي قرية في مقاطعة نمين، إيران. عدد سكان هذه القرية هو 74 في سنة 2006.